# Iwan Alexandrowitsch Sokolow

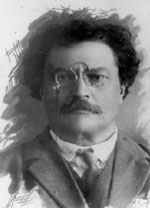
Iwan Alexandrowitsch Sokolow

Iwan Alexandrowitsch Sokolow (russisch Иван Александрович Соколов; * 25. Julijul. / 6. August 1867greg. in Jaroslawl; † 6. November 1947 in Swerdlowsk) war ein russisch-sowjetischer Metallurg und Hochschullehrer.

## Leben
Sokolow besuchte in St. Petersburg das Larin-Gymnasium mit Abschluss 1886 mit Silbermedaille. Das anschließende Studium an der Universität St. Petersburg in der Physikalisch-Mathematischen Fakultät schloss er 1891 ab. Darauf unterrichtete er bis 1898 am Gymnasium in Wyborg und in Archangelsk. Es folgte ein weiteres Studium am Bergbau-Institut St. Petersburg, das er 1904 abschloss.
Sokolow arbeitete nun in Hüttenwerken in den Bergbau-Bezirken Alapajewsk und Lyswa. Er leitete ein Laboratorium und war Leiter des Hochofenbetriebs, wobei er erstmals Untersuchungen der Hochöfen und der Reduktion der Eisenerze durchführte. In den Jahren 1908–1914 konnte er durch Veränderung der Form und der Beschickung des Hochofens in Tjoplaja Gora im Bezirk Lyswa die Produktivität des Hochofens verdoppeln und den Brennstoffverbrauch um 30–35 % vermindern. Im Ersten Weltkrieg verwaltete er 1914–1916 den Bergbau-Bezirk Lyswa.
Nach der Oktoberrevolution im Russischen Bürgerkrieg war Sokolow 1918–1920 Direktor des Gymnasiums in Anapa.
1921 wurde Sokolow in Jekaterinburg an der Ural-Universität Dekan der Chemisch-Metallurgischen Fakultät. Er richtete 1924 das erste Laboratorium für metallurgische Prozesse ein. Im selben Jahr wurde er zum Professor ernannt. Als 1925 die Ural-Universität das Uraler Polytechnische Institut wurde, gründete er dort den Lehrstuhl für Gusseisen-Metallurgie und metallurgische Prozesse und leitete ihn. Im Dezember 1926 leitete er den Uraler Kongress der in der Siemens-Martin-Produktion Tätigen, der der erste Kongress der Hochofen-Spezialisten war.
1921–1929 leitete Sokolow die Projektierung und den Wiederaufbau der Hüttenwerke in Slatoust, Kuschwa, Serow, Nischni Tagil, Magnitogorsk und Tschussowoi.
1930–1935 war Sokolow  nach Tomsk verbannt. Er arbeitete als wissenschaftlicher Leiter der Hochofen-Abteilung des Sibirischen Instituts für Metalle. 1934 wurde er Dekan der Allgemeintechnischen Fakultät des Tomsker Industrie-Instituts.
1935 kehrte Sokolow zum Uraler Polytechnischen Institut zurück, dass nun das Uraler Industrie-Institut war, und leitete weiter den Lehrstuhl für Gusseisen-Metallurgie bis zu seinem Tode. Der Schwerpunkt seiner Forschungsarbeit war die Anwendung der chemischen Thermodynamik auf den Hochofen-Prozess. 1939 wurde er zum Doktor der technischen Wissenschaften promoviert.

## Ehrungen
- Verdienter Wissenschaftler und Techniker der RSFSR (1943)[1]
- Orden des Roten Banners der Arbeit (1944, 1947)[3]
- Medaille „Für heldenmütige Arbeit im Großen Vaterländischen Krieg 1941–1945“